# Sophie Liebknecht

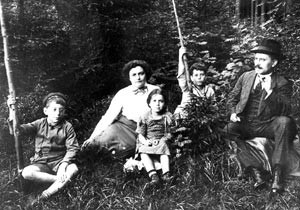
Sophie i Karl Liebknecht wraz z dziećmi (1913 r.)

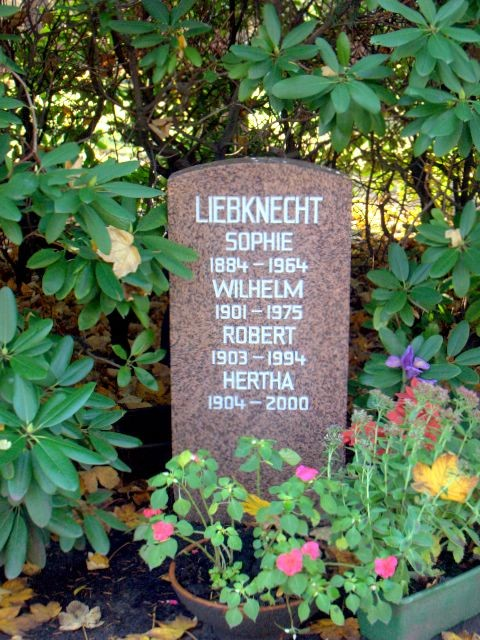
Nagrobek Sophie Liebknecht

Sophie Liebknecht (ur. 1884  – zm. 1964, Moskwa), rosyjsko-niemiecka komunistka i feministka. Druga żona Karla Liebknechta, z którym miała trójkę dzieci.
Początkowo członkini Socjaldemokratycznej Partii Niemiec, z której odeszła w 1918 roku, gdy jej mąż powołał wraz z innymi towarzyszami Komunistyczną Partię Niemiec. Gdy Karl Liebknecht został zamordowany 15 stycznia 1919 r., zaraz po upadku powstania Związku Spartakusa, Sophie Liebknecht wyemigrowała do Londynu, a w 1934 przeniosła się do Związku Radzieckiego, gdzie osiadłszy w Moskwie zmarła w 1964 r.
Po śmierci opublikowano większą część jej korespondencji z Różą Luksemburg.